# ТЕЗИС
СЭД «Тезис» — система электронного документооборота, которая применяется для автоматизации управления бизнес-процессами, документооборота, делопроизводства и контроля исполнительской дисциплины в организациях. Разработана компанией Haulmont, с головным офисом в городе Самара.

## История
В 2010 году вышла первая версия системы «Тезис». 
Приказом Минкомсвязи РФ c 1 апреля 2016 года система электронного документооборота «Тезис» включена в Единый реестр российских программ для электронных вычислительных машин и баз данных. В 2020 году компания «Хоулмонт» выиграла объявленный подведомственным Минкомсвязи РФ НИИ «Восход» конкурс на предоставление технического решения для создания типовой системы электронного документооборота для госструктур.
Была установлена в ряд вузов Российской Федерации.

## Функциональность и возможности системы
Система на платформе Cuba поставляется в трех редакциях – Базовая, Стандартная и Расширенная. 
Основные блоки функциональности – управление задачами, управление документами и управление канцелярией.

#### Управление задачами
- Постановка задач одному или нескольким исполнителям, контроль исполнения задач.
- Создание различных видов задач: зависящих друг от друга, подчиненных, периодических, отложенных, относящихся к протоколу совещания, а также создание групп задач.
- Импорт задач из Microsoft Project.
- Формирование отчетов по исполнительской дисциплине в формате .xls.
- Графическое представление поставленных/исполняемых задач в виде диаграммы Ганта.
- Организация служб техподдержки HelpDesk/ServiceDesk (автоматическое создание задачи из письма на электронную почту)[17].

#### Управление  документами
- Автоматизация связанных с документами процессов: создание, согласование, ознакомление, утверждение.
- Возможность создания документа на основании задачи и задачи по исполнению документа.
- Визуализация иерархии связанных документов, контроль версий документов.
- Предпросмотр документов с помощью Microsoft Office Web Apps
- Наглядное отображение маршрута движения документов в виде диаграммы.

#### Электронная канцелярия
- Учет входящих, исходящих и внутренних документов.
- Механизм предотвращения повторной регистрации входящего документа.
- Наложение резолюции на документ и создание задачи на его основании.
- Создание номенклатуры дел и настройка нумерации дел и документов в соответствии с политикой организации-заказчика.
- Печать конвертов для документов и договоров.
- Отслеживание истории переписки с контрагентом.
- Организация электронного архива документов.
- Потоковое сканирование и обработка документов.

#### Другие функции и модули
- Модуль для управления совещаниями (планирование, оповещение участников, формирование повестки, постановка, распределение и контроль задач по итогам).
- Поддержка квалифицированной электронной подписи, возможность отправки документа в систему ЮЗДО Диадок и приема документов из нее.
- Модуль «Сравнение и распознавание», основанный на технологии ABBYY FineReader Engine и позволяющий преобразовывать отсканированные документы в графическом формате в редактируемый текстовый формат, а также сравнивать различные версии документов между собой.
- Модуль «Единый холдинг» для организаций с холдинговой структурой.
- Модуль интеграции с корпоративным интранет-порталом.
- Модуль «Учет обращений граждан».
- Возможность интеграции с внешними учётными системами (1C, SAP и др.)
- Визуальный конструктор для создания произвольных и нестандартных процессов обработки документов. Импорт модели бизнес-процесса в формате XPDL из Business Studio.
- Конструктор отчетов (поддерживаются форматы .docx, .xls, .html).
- Обсуждение и комментирование задач и документов.
- Полнотекстовый поиск и возможность фильтрации карточек.
- Оповещение о различных событиях в СЭД, по электронной почте, через приложение «ТЕЗИС: Помощник».
- Календарь событий с отображением текущих задач, документов, договоров и совещаний.